# Konstanty Obidziński
Konstanty Obidziński (ur. 18 lutego 1885, zm. 8 maja 1926 w Żółkwi) – podpułkownik kawalerii Wojska Polskiego.

## Życiorys
22 maja 1920 roku został przeniesiony z Oficerskiej Szkoły Jazdy w Tarnowie do 5 pułku Ułanów Zasławskich na stanowisko zastępcy dowódcy pułku. Po zakończeniu wojny z bolszewikami został zweryfikowany w stopniu podpułkownika ze starszeństwem z dniem 1 czerwca 1919 i 77. lokatą w korpusie oficerów jazdy oraz odznaczony Krzyżem Walecznych. W dalszym ciągu pełnił służbę na stanowisku zastępcy dowódcy 5 pułku Ułanów Zasławskich i komendanta kadry szwadronu zapasowego tegoż pułku w Ostrołęce. Z dniem 20 listopada 1924 został przeniesiony do 6 pułku strzelców konnych w Żółkwi na stanowisko dowódcy.
8 maja 1926 w Żółkwi razem z wachmistrzem Janem Gadomskim został zastrzelony z rewolweru przez starszego wachmistrza Stanisława Kisielewskiego. 20 maja 1926 wyrokiem wojskowego sądu doraźnego wachmistrz Kisielewski został skazany za podwójne zabójstwo na karę śmierci i degradację. Dowódca Okręgu Korpusu Nr VI we Lwowie wyrok zatwierdził, a pełniący obowiązki prezydenta RP, Marszałek Sejmu Maciej Rataj nie skorzystał z prawa łaski. Skazany został rozstrzelany tego samego dnia we Lwowie.
27 lipca 1926 roku Prezydent RP nadał pośmiertnie Konstantemu Obidzińskiemu stopień pułkownika.